# 1964年夏季奥林匹克运动会射击比赛
1964年夏季奥林匹克运动会射击比赛在日本东京举行。

## 奖牌榜
| Event                                     | 金牌                            | 金牌 | 银牌                                 | 银牌 | 铜牌                                | 铜牌 |
| rapid fire pistol （詳細）                | 彭蒂·林诺斯沃（芬兰）           | 592  | 扬·特里普沙（罗马尼亚）              | 591  | 卢博米尔·纳佐夫斯基（捷克斯洛伐克） | 590  |
| pistol （詳細）                           | 韦伊内·马尔卡宁（芬兰）         | 560  | Franklin Green（美国）               | 557  | 吉川貴久（日本）                    | 554  |
| 300 metre rifle, three positions （詳細） | Gary Anderson（美国）           | 1153 | Shota Kveliashvili（苏联）           | 1144 | Martin Gunnarsson（美国）           | 1136 |
| 50 metre rifle, three positions （詳細）  | 洛尼斯·威格尔 · 美国（USA）     | 1164 | Velichko Velichkov · 保加利亚（BUL） | 1152 | 豪迈尔·拉斯洛 · 匈牙利（HUN）       | 1151 |
| rifle, prone （詳細）                     | 豪迈尔·拉斯洛 · 匈牙利（HUN）   | 597  | 洛尼斯·威格尔 · 美国（USA）          | 597  | Tommy Pool · 美国（USA）            | 597  |
| Trap （詳細）                             | 恩尼奥·马塔雷利 · 意大利（ITA） | 198  | Pāvels Seničevs · 苏联（URS）        | 194  | William Morris · 美国（USA）        | 194  |

## 参赛国家
| - 阿根廷（8） - （8） - 奥地利（3） - 比利时（1） - 保加利亚（4） - 加拿大（6） - 智利（3） - 中华台北（6） - 哥伦比亚（1） - 捷克斯洛伐克（4） - 丹麦（2） - 埃及（6） - 芬兰（8） |  | - 法国（4） - 德国联队（10） - 英国（8） - 希腊（4） - 香港（5） - 匈牙利（8） - 印度（2） - 伊朗（4） - 以色列（3） - 意大利（5） - 牙买加（1） - 日本（10） - （4） |  | - 黎巴嫩（1） - 卢森堡（1） - 马来西亚（7） - 墨西哥（5） - 蒙古（3） - 缅甸（2） - 荷兰（1） - 挪威（3） - 巴基斯坦（4） - 秘鲁（9） - 菲律宾（9） - 波兰（6） - 葡萄牙（4） |  | - 波多黎各（3） - 罗马尼亚（9） - 韩国（10） - 苏联（10） - 西班牙（5） - 斯里兰卡（2） - 瑞典（6） - 瑞士（8） - 泰国（10） - 美国（10） - 委内瑞拉（5） - 津巴布韦（2） |

## 各国奖牌榜
| 排名 | 国家／地区   | 金牌 | 银牌 | 铜牌 | 總數 |
| ---- | ------------ | ---- | ---- | ---- | ---- |
| 1    | 美国         | 2    | 2    | 3    | 7    |
| 2    | 芬兰         | 2    | 0    | 0    | 2    |
| 3    | 匈牙利       | 1    | 0    | 1    | 2    |
| 4    | 意大利       | 1    | 0    | 0    | 1    |
| 5    | 苏联         | 0    | 2    | 0    | 2    |
| 6    | 保加利亚     | 0    | 1    | 0    | 1    |
| 6    | 罗马尼亚     | 0    | 1    | 0    | 1    |
| 8    | 捷克斯洛伐克 | 0    | 0    | 1    | 1    |
| 8    | 日本         | 0    | 0    | 1    | 1    |